# Salix variegata
Salix variegata là một loài thực vật có hoa trong họ Liễu. Loài này được Franch. miêu tả khoa học đầu tiên năm 1887.